# Сашково
Сашково — деревня в Коськовском сельском поселении Тихвинского района Ленинградской области.

## История
Деревня Сашкова упоминается на карте Новгородского наместничества 1792 года А. М. Вильбрехта.
Как деревня Шашкова она обозначена на «Специальной карте западной части России» Ф. Ф. Шуберта 1844 года.

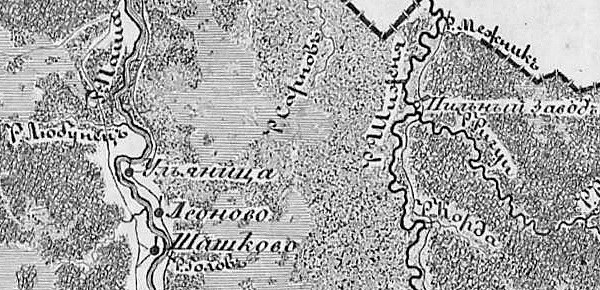
Деревня Сашково на карте 1847 года

На семитопографической карте Новгородской губернии 1847 года упоминается как деревня Шашково.

САШКОВО (ШАШКОВО) — деревня Суксинского общества, прихода Шиженского погоста. Река Паша. 

Крестьянских дворов — 12. Строений — 15, в том числе жилых — 12. Мелочная лавка.

Число жителей по семейным спискам 1879 г.: 33 м. п., 35 ж. п.; по приходским сведениям 1879 г.: 37 м. п., 40 ж. п.

Сборник Центрального статистического комитета описывал её так:

САШКОВА — деревня бывшая государственная при реке Паша, дворов — 11, жителей — 58; Часовня, лавка. (1885 год)

В конце XIX — начале XX века деревня административно относилась к Саньковской волости 1-го земского участка 2-го стана Тихвинского уезда Новгородской губернии.

САШКОВО (ШАШКОВО) — деревня Суксинского общества, дворов — 16, жилых домов — 17, число жителей: 53 м. п., 57 ж. п. 

Занятия жителей — земледелие, лесные промыслы. Река Паша. Часовня. (1910 год)

С 1917 по 1918 год деревня Сашково входила в состав Саньковской волости Тихвинского уезда Новгородской губернии. 
С 1918 года в составе Череповецкой губернии.
С 1924 года в составе Прогальской волости.
С 1927 года в составе Пашского сельсовета Тихвинского района.
В 1928 году население деревни Сашково составляло 122 человека.
По данным 1933 года деревня Сашково входила в состав Пашского сельсовета.
В 1958 году население деревни Сашково составляло 35 человек.
По данным 1966 и 1973 годов деревня Сашково также входила в состав Пашского сельсовета.
По данным 1990 года деревня Сашково входила в состав Шиженского сельсовета.
В 1997 году в деревне Сашково Шиженской волости проживали 10 человек, в 2002 году — 8 человек (все русские).
В 2007 году в деревне Сашково Коськовского СП проживали 7 человек, в 2010 году — 6.

## География
Деревня расположена в северо-западной части района на автодороге 41К-021 (Паша — Часовенское — Кайвакса).
Расстояние до административного центра поселения — 9 км.
Расстояние до ближайшей железнодорожной станции Тихвин — 62 км.
Деревня находится на левом берегу реки Паша.

## Демография
| 2007 | 2010 | 2017 |
| ---- | ---- | ---- |
| 7    | ↘6   | ↗7   |

### Национальный состав
Согласно данным Всероссийской переписи населения 2021 года в деревне проживали 11 человек, из них:
 русские — 10, азербайджанцы — 1 человек.

## Улицы
Кольцевая, Новосёлов.